# Sonnenallee
Cet article concerne la rue de Berlin. Pour le film, voir Sonnenallee (film, 1999).
Sonnenallee ( « avenue du soleil ») est une avenue de Berlin en Allemagne.

## Situation et accès
Elle est située dans les arrondissements de Neukölln (quartier Berlin-Neukölln) et Treptow-Köpenick (quartier Berlin-Baumschulenweg). 

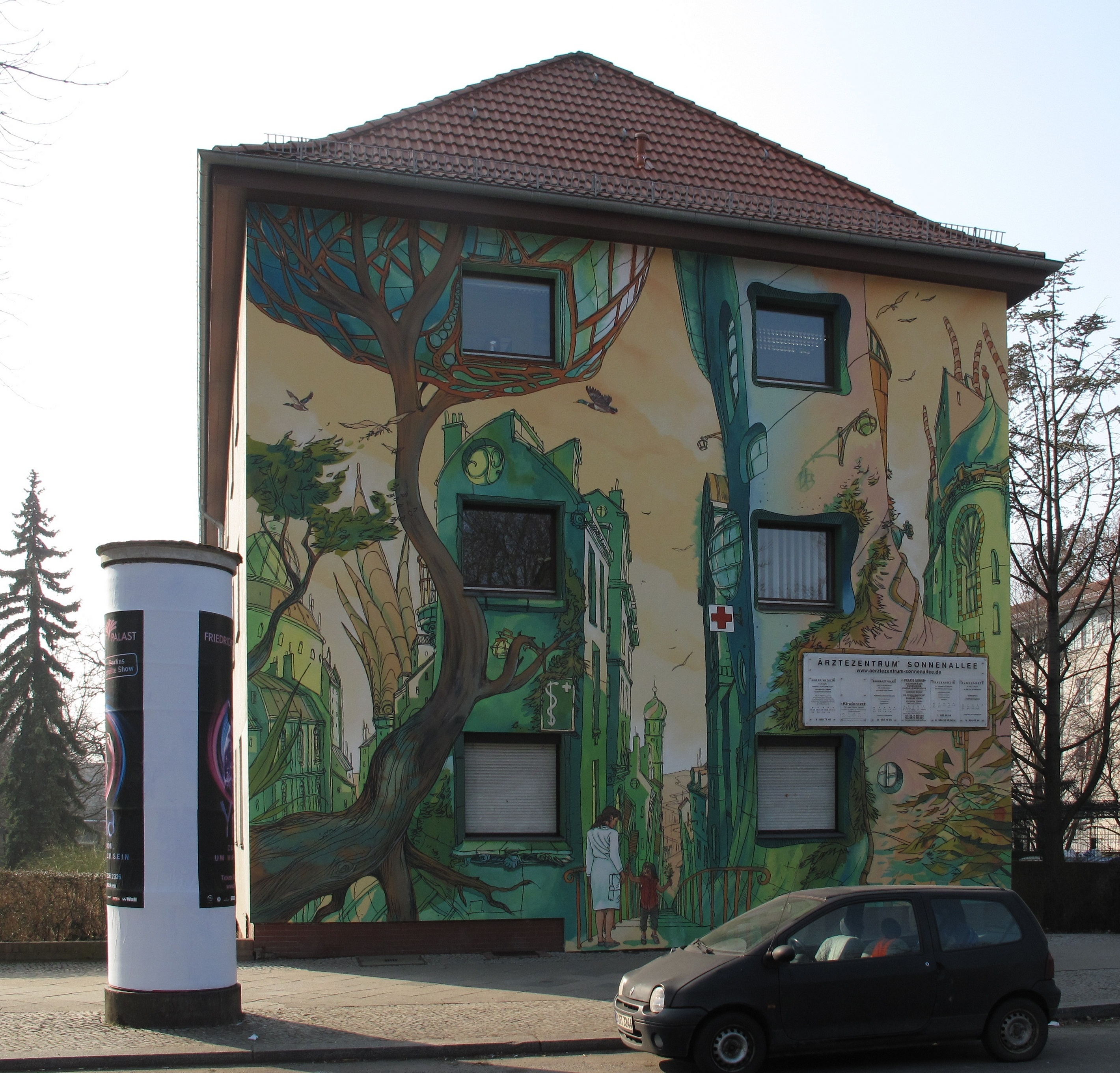
Une fresque murale de CitéCréation au 307 de la rue, devant un cabinet de médecin.

La Sonnenallee est longue de près de 5 kilomètres (4,5 km à Berlin-Neukölln, 0,4 km à Berlin-Baumschulenweg). À son extrémité sud-est, elle croise la Baumschulenstraße, à son extrémité nord-ouest se trouve la Hermannplatz. Elle traverse le canal navigable de Neukölln, l'ancien Wiesengraben. Au centre se trouve la Hertzbergplatz.
Aménagée aujourd'hui complètement à quatre voies la rue compte parmi les artères les plus importantes du sud de Berlin. Elle comprend un centre commercial, un grand hôtel, un mini-terrain de golf, plusieurs terrains de football et deux parcs (le Hertzbergpark et le Schulenburgpark). Au nord de la gare la Sonnenallee est, jusqu'à la Hermannplatz, une rue commerçante avec plusieurs petits magasins de détail, surtout turcs et arabes.
La numérotation des immeubles de la rue se fait depuis 1938 en numérotage séquentiel. En s'éloignant du centre ville à partir de la Hermannplatz (nord-ouest), les n° pairs sont à droite et le n° impairs à gauche de la chaussée.

## Origine du nom
Le nom Sonnenallee, qui signifie littéralement « avenue du soleil », a été attribué en 1920 à une partie nouvellement construite de la rue, dans le cadre de l'expansion urbaine de Berlin.

## Historique
Après la mort de l'empereur Frédéric III (1888), elle fut appelée en son honneur en 1893 « Kaiser-Friedrich-Straße ». La gare du chemin de fer de ceinture, qui se situait alors à l'extrémité sud de la rue, fut ouverte le 1er octobre 1912 en portant elle aussi le nom de l'empereur. Comme la rue, elle devait être rebaptisée plus d'une fois.
La zone où se situe la rue se caractérisait à la fin du XIXe siècle par sa pauvreté. Au départ la rue fut construite pour pouvoir héberger les populations qui affluaient dans les villes pendant l'exode rural du XIXe siècle finissant. 
En 1920, l'extension de la « Kaiser-Friedrich-Straße » entre le pont-canal et le Dammweg reçoit le nom de « Sonnenallee ».
Dans les années 1930 fut ouverte au débouché de la Grenzallee l'une des premières agences pour l'emploi d'Allemagne (l'agence pour l'emploi de l'est, par la suite agence pour l'emploi du sud-est).
Le 11 mai 1938, la rue composée de la « Kaiser-Friedrich-Straße » et de la « Sonnenallee » sont fusionnées et nommée « Braunauer Straße » du nom de la ville natale d'Hitler.
Le 31 juillet 1947, la « Braunauer Straße » a reçu le nom de « Sonnenallee » sur décision du magistrat de Berlin. 
Au temps où Berlin était divisé, un dixième de la Sonnenallee au sud, se trouvant à Baumschulenweg, était coupé par le mur. C'est là que se trouvait un passage frontière intra-urbain. Une petite partie se trouvait en RDA pendant la partition de la ville. Le livre de Thomas Brussig Am kürzeren Ende der Sonnenallee écrit en 1995 et le film qui en est tiré racontent la vie dans cette partie de la rue dans les années 1980.
À l'origine la rue possédait sur toute sa longueur une promenade au milieu et des deux côtés on avait planté des arbres ; jusqu'en 1965 on trouvait une ligne de tramway. 
Dans les années 1980, elle a été remplacée par des chaussées supplémentaires ou des alignements d'arbres.